# Choroba bornajska
Choroba bornajska (łac. Polioencephalomyelitis enzootica equorum) – zaraźliwa wirusowa choroba koni i owiec, która atakuje ośrodkowy układ nerwowy.